# قپز
روستای قپز روستای سرسبز که در ایران،خراسان شمالی واقع شده است این روستا جزو اثار تاریخی ایران عزیزمان هست 
قپز یک روستا در ایران است که در دهستان قوشخانه بالا واقع شده‌است. قپز در سال های ۲۰۲۰ به پایین دارای تقریبا ۳۰۰ نفر بوده است ولی د  سال ۲۰۲۵ جمیعت این روستا تقریبا به زیر ۱۰۰ نفر میرسد به دلیل سفر فرزندان این روستا.
این روستا در ایام عید نوروز به خصوص ۱۳ فروردین (روز طبیعت) شلوغ میشود تا حدی که جمیعت زیر ۱۰۰ نفری این روستا در روز طبیعت (۱۳ فروردین)  میرسد به حدود ۲۰۰ تا ۲۵۰ نفر .
این روستا هیچ گونه مغازه،بانک،سوپرمارکتی ندارد و تنها یک نانوایی به نام نانوایی رحمتی تنها مغازه این روستا است.
این روستا جزو روستا هایی دور از شهر است و فاصله این روستا تا کشور ترکمستان کمتر از یک ساعت است.در این روستا هر چهارسال به طور مداوم یک شورا انتخاب میشود

این روستا در ایام عید نوروز،تابستان فقط شلوغ میباشد و این روستا کمترین جمیعت خود را در زمستان های خیلی سرد خود دارد